# Black Adam
Black Adam és una pel·lícula nord-americana de superherois basada en el personatge homònim de DC Comics. Produïda per DC Films, New Line Cinema, Seven Bucks Productions i FlynnPictureCo., i distribuïda per Warner Bros. Pictures, pretén ser una derivació de Shazam! (2019) i l'onzena pel·lícula de l'Univers estès de DC (DCEU). Dirigida pel català Jaume Collet-Serra i escrita per Adam Sztykiel i Rory Haines i Sohrab Noshirvani, és protagonitzada per Dwayne Johnson com a Teth-Adam / Black Adam juntament amb Aldis Hodge, Noah Centineu, Sarah Shahi, Marwan Kenzari, Quintessa Swindell, Bodhi Sabongui i Pierce Brosnan. S'ha subtitulat al català.
Black Adam es va estrenar als Estats Units el 21 d'octubre de 2022, per Warner Bros. Pictures.

## Argument
Gairebé 5.000 anys després d'haver estat dotat dels poders omnipotents dels antics déus -i empresonat amb la mateixa rapidesa-, Black Adam (Johnson) és alliberat de la seva tomba terrenal, llest per deslligar la seva forma única de justícia al món modern.

## Actors
- Dwayne Johnson com Teth-Adam / Black Adam:

Un antiheroi de Kahndaq que va ser empresonat durant 5000 anys. Es convertirà en l'arxienemic del superheroi Shazam i comparteix els seus poders amb l'antic mag homònim. Johnson va prestar la seva veu al personatge a la pel·lícula animada DC Lliga de Supermascotes (2022) en un cameo posterior als crèdits.
- Aldis Hodge com a Carter Hall / Home Halcón:

Un arqueòleg que és la reencarnació d'un príncep egipci i té el poder de volar gràcies a les ales de metall. És el líder de la Societat de la Justícia d'Amèrica (SJA).
- Noah Centineu com Albert "Al" Rothstein / Atom Smasher:

Un membre de la SJA que pot controlar la seva estructura molecular i manipular la seva mida i força.
- Sarah Shahi com Adrianna Tomaz / Isis: Una professora universitària i lluitadora de la resistència a Kahndaq.

Marwan Kenzari com Ishmael Gregor / Sabbac:
El líder militant de l'organització criminal Intergang, posseït per un dimoni, a qui Black Adam ha de treballar amb la Societat de la Justícia per aturar.
Quintessa Swindell com Maxine Hunkel / Cyclone: Una membre de la SJA i la néta de Tornado Rojo que pot controlar el vent i generar so.
Bodhi Sabongui com Amon
- Pierce Brosnan com a Kent Nelson / Doctor Fate:

Un membre de la SJA i fill d'un arqueòleg que va aprendre bruixeria i va rebre el màgic Casc de la Destinació. Brosnan va usar un vestit de captura de moviment per al paper.

## Producció

### Rodatge
La fotografia principal va començar el 10 d'abril de 2021 a Trilith Studios a Atlanta, Geòrgia, amb Lawrence Sher com a director de fotografia. El rodatge es va endarrerir respecte a la data inicial de juliol de 2020 a causa de la pandèmia de COVID-19. Johnson va dir el 20 de juny de 2021 que quedaven tres setmanes de rodatge, i el 15 de juliol va anunciar que havia completat les seves escenes. Després, el rodatge va continuar sense Johnson durant diverses setmanes, i la producció es va traslladar a Los Angeles, i va acabar el 15 d'agost.

### Música
El juliol de 2022 es va anunciar que Lorne Balfe escriuria la música per a la pel·lícula. Anteriorment havia escrit música addicional per a la trilogia The Dark Knight de Christopher Nolan i va compondre la música per a The Lego Batman Movie.

## Futur
L'abril del 2017, Johnson va dir que ell i DC tenien la intenció que Black Adam i Shazam apareguessin junts en una futura pel·lícula.31 Henry Cavill, que interpreta Superman al DCEU, va dir l'abril del 2018 que hi havia plans perquè Black Adam de Johnson s'enfrontés a Superman en una futura pel·lícula del DCEU després que Black Adam i Shazam es coneguessin. "relació a llarg termini amb DC", i Hiram García van reiterar al juliol que hi havia potencial perquè Cavill i Johnson apareguessin junts en un projecte futur com Superman i Black Adam. Aquest novembre, Hiram va explicar que ja tenien un esquema per a futures pel·lícules i spin-offs amb Black Adam i la JSA que dependrien que la primera pel·lícula fos un èxit, i va afegir que altres personatges a més de Shazam i Superman estaven sent considerats com a possibles futurs rivals per a Black Adam com a Dona Meravella.